# Премуда
Премуда (хорв. Premuda) - острів біля північного  Адріатичного узбережжя.
Площа острова Премуда - 9,2 км ² (приблизно 10 км в довжину, до 1 км в ширину). Він розташований в  Хорватії, в  жупанії Задар на північний захід від острова Сілба. Населення острова близько 50 жителів. У туристичний сезон населення острова різко зростає.
Премуда є популярним місцем серед туристів. На острові робить зупинку пором Задар - Малі-Лошинь.